# Maria Teresa Giuseppa d'Asburgo-Lorena
Maria Teresa Giuseppa Carlotta Giovanna d'Austria (Firenze, 14 gennaio 1767 – Lipsia, 7 novembre 1827) era la figlia primogenita del granduca di Toscana Pietro Leopoldo (futuro imperatore Leopoldo II) e di Maria Ludovica di Borbone-Spagna, figlia del re di Spagna Carlo III.
Divenne Regina di Sassonia per matrimonio.

## Biografia

### Infanzia
Maria Teresa nacque a Firenze, in Italia, era la figlia maggiore del Granduca Pietro Leopoldo di Toscana (in seguito imperatore del Sacro Romano Impero con il nome di Leopoldo II ) e di sua moglie Maria Luisa di Borbone-Spagna. Come tale, era anche la nipote maggiore di Carlo III di Spagna. Come tutte le sue cugine primogenite, prese il nome da sua nonna, la sovrana asburgica Maria Teresa d'Austria.
Maria Teresa e i suoi fratelli ricevettero un'educazione un po' diversa da quella che era abituale per i bambini reali all'epoca: erano in realtà allevati dai loro genitori piuttosto che dai maestri, erano in gran parte separati da qualsiasi vita di corte cerimoniale e gli veniva insegnato a vivere semplicemente e modestamente.

### Matrimonio
Il 18 ottobre 1787, a Dresda, sposò Antonio di Sassonia, figlio del Principe elettore Federico Cristiano. I figli nati dal matrimonio furono quattro, ma morirono tutti durante l'infanzia:
- Maria Louise (14 marzo 1795 - 25 aprile 1796);
- Friedrich August (5 aprile 1796);
- Maria Joanna (5 aprile 1798 - 30 ottobre 1799);
- Maria Theresa (15 ottobre 1799).

### Morte
Maria Teresa Giuseppa morì nel 1827, a 60 anni, sei mesi dopo l'ascesa al trono di Sassonia del marito, succeduto al fratello Federico Augusto I.

## Ascendenza
|                                        |                     |                                               | Genitori                                     |  |  | Nonni |  |  | Bisnonni           |  |  | Trisnonni         |  |
|                                        |                     |                                               |                                              |  |  |       |  |  | Leopoldo di Lorena |  |  | Carlo V di Lorena |  |
|                                        |                     |                                               |                                              |  |  |       |  |  | Leopoldo di Lorena |  |  | Carlo V di Lorena |  |
|                                        |                     | Eleonora Maria Giuseppina d'Austria           |                                              |  |  |       |  |  | Leopoldo di Lorena |  |  |                   |  |
| Francesco I di Lorena                  |                     |                                               |                                              |  |  |       |  |  | Leopoldo di Lorena |  |  |                   |  |
|                                        |                     | Elisabetta Carlotta di Borbone-Orléans        | Filippo I di Borbone-Orléans                 |  |  |       |  |  |                    |  |  |                   |  |
|                                        |                     | Elisabetta Carlotta di Borbone-Orléans        | Filippo I di Borbone-Orléans                 |  |  |       |  |  |                    |  |  |                   |  |
|                                        |                     | Elisabetta Carlotta di Borbone-Orléans        | Elisabetta Carlotta del Palatinato           |  |  |       |  |  |                    |  |  |                   |  |
| Leopoldo II d'Asburgo-Lorena           |                     | Elisabetta Carlotta di Borbone-Orléans        |                                              |  |  |       |  |  |                    |  |  |                   |  |
|                                        |                     | Carlo VI d'Asburgo                            | Leopoldo I d'Asburgo                         |  |  |       |  |  |                    |  |  |                   |  |
|                                        |                     | Carlo VI d'Asburgo                            | Leopoldo I d'Asburgo                         |  |  |       |  |  |                    |  |  |                   |  |
|                                        |                     | Carlo VI d'Asburgo                            | Eleonora del Palatinato-Neuburg              |  |  |       |  |  |                    |  |  |                   |  |
| Maria Teresa d'Austria                 |                     | Carlo VI d'Asburgo                            |                                              |  |  |       |  |  |                    |  |  |                   |  |
|                                        |                     | Elisabetta Cristina di Brunswick-Wolfenbüttel | Luigi Rodolfo di Brunswick-Lüneburg          |  |  |       |  |  |                    |  |  |                   |  |
|                                        |                     | Elisabetta Cristina di Brunswick-Wolfenbüttel | Luigi Rodolfo di Brunswick-Lüneburg          |  |  |       |  |  |                    |  |  |                   |  |
|                                        |                     | Elisabetta Cristina di Brunswick-Wolfenbüttel | Cristina Luisa di Oettingen-Oettingen        |  |  |       |  |  |                    |  |  |                   |  |
| Maria Teresa Giuseppa d'Asburgo-Lorena |                     | Elisabetta Cristina di Brunswick-Wolfenbüttel |                                              |  |  |       |  |  |                    |  |  |                   |  |
|                                        | Filippo V di Spagna | Luigi, il Gran Delfino                        |                                              |  |  |       |  |  |                    |  |  |                   |  |
|                                        | Filippo V di Spagna | Luigi, il Gran Delfino                        |                                              |  |  |       |  |  |                    |  |  |                   |  |
|                                        | Filippo V di Spagna | Maria Anna di Baviera                         |                                              |  |  |       |  |  |                    |  |  |                   |  |
| Carlo III di Spagna                    | Filippo V di Spagna |                                               |                                              |  |  |       |  |  |                    |  |  |                   |  |
|                                        |                     | Elisabetta Farnese                            | Odoardo II Farnese                           |  |  |       |  |  |                    |  |  |                   |  |
|                                        |                     | Elisabetta Farnese                            | Odoardo II Farnese                           |  |  |       |  |  |                    |  |  |                   |  |
|                                        |                     | Elisabetta Farnese                            | Dorotea Sofia di Neuburg                     |  |  |       |  |  |                    |  |  |                   |  |
| Maria Ludovica di Borbone-Spagna       |                     | Elisabetta Farnese                            |                                              |  |  |       |  |  |                    |  |  |                   |  |
|                                        |                     | Augusto III di Polonia                        | Augusto II di Polonia                        |  |  |       |  |  |                    |  |  |                   |  |
|                                        |                     | Augusto III di Polonia                        | Augusto II di Polonia                        |  |  |       |  |  |                    |  |  |                   |  |
|                                        |                     | Augusto III di Polonia                        | Cristiana Eberardina di Brandeburgo-Bayreuth |  |  |       |  |  |                    |  |  |                   |  |
| Maria Amalia di Sassonia               |                     | Augusto III di Polonia                        |                                              |  |  |       |  |  |                    |  |  |                   |  |
|                                        |                     | Maria Giuseppa d'Austria                      | Giuseppe I d'Asburgo                         |  |  |       |  |  |                    |  |  |                   |  |
|                                        |                     | Maria Giuseppa d'Austria                      | Giuseppe I d'Asburgo                         |  |  |       |  |  |                    |  |  |                   |  |
|                                        |                     | Maria Giuseppa d'Austria                      | Guglielmina Amalia di Brunswick-Lüneburg     |  |  |       |  |  |                    |  |  |                   |  |
|                                        |                     | Maria Giuseppa d'Austria                      |                                              |  |  |       |  |  |                    |  |  |                   |  |